# Марта Дрпа
Марта Дрпа (серб. кир.: Марта Дрпа; 20 квітня 1989) — сербська волейболістка, діагональний нападник. У складі національної збірної — бронзова призерка Європейських ігор 2015.

## Клубна кар'єра
Народилася в Книні (СР Хорватія), в сім'ї етнічних сербів. Після операції «Буря» в 1995 році її родина переїхала до Югославії.
Професійна волейбольна кар'єра почалася в 2005 році, коли їй було 16 років. З 2005 по 2009 рік виступала за столичний клуб «Црвена Звезда». Її найвагомішим досягненням у цей час стала бронзова медаль Кубка Європейської конфедерації волейболу 2007—2008.
У сезоні 2009/2010 стала чемпіонкою Швейцарії у складі клубу Волеро (Цюрих).
У 2013 році вона повернулася до Сербії і приєдналася до команди «Железнічар» з Лайковаць. Наступного сезону стала срібним призером національної першості у складі «НІС Спартак Суботиця».
У 2015 році дебютувала в італійській Серії А1 виступами за клуб «Об'єттіво Рісарчіменто» з міста Віллаверла. Але сезон завершили виступами за команду «Тарговіште», у складі якої стала переможницею Кубка Румунії 2016 року.
Два роки захищала кольори німецького «Потсдаму», який у цей час завершував чемпіонати Бундесліги на 4 і 7 місцях
У 2018 році виступала за клуб «Коколайф Ассет Менеджерс», який завершив чемпіонат Філіппін на четвертій позиції. Завершувати сезон 2018/2019 повернулася до Німеччини, де «Потсдам» знову фінішував на 4 місці.
У 2019 році вона приєдналася до волейбольного клубу «Єнісей Красноярськ», який виступав у Кубку ЄКВ.
З 2020 року захищала кольори угорської «Бекешчаби». У жовтні 2023 перейшла до українського клубу «Прометей» з Дніпра.
Статистика виступів в єврокубках:
| Сезон   | Клуб                   | Турнір         | Ігри | Сети | Очки | Ср.  | Примітки |
| ------- | ---------------------- | -------------- | ---- | ---- | ---- | ---- | -------- |
| 2019/20 | «Єнісей» (Красноярськ) | Кубок виклику  | 4    | 16   | 87   | 5,44 |          |
| 2020/21 | «Бекешчаба»            | Кубок ЄКВ      |      |      |      | ,    |          |
| 2021/22 | «Бекешчаба»            | Кубок ЄКВ      | 1    | 3    | 11   | 3,67 |          |
| 2022/23 | «Бекешчаба»            | Кубок ЄКВ      | 4    | 15   | 68   | 4,53 |          |
| 2023/24 | СК «Прометей»          | Ліга чемпіонів | 8    | 28   | 109  | 3,89 |          |
| 2024/25 | ПАОК (Салоніки)        | Кубок виклику  | 3    | 9    | 30   | 3,33 |          |

## Виступи у збірній
У складі молодіжної команди Сербії здобула срібну медаль на чемпіонаті світу 2005 року. Віцечемпіонка всесвітньої студенської Універсіади 2007 року.
Кольори національної збірної захищала з 2006 року. У 2015 році здобула бронзову нагороду на Європейських іграх в Азербайджані. Того ж року брала участь у Всесвітньому гран-прі, що проходив у США . У підсумку їхня команда посіла 8 місце..
| Рік  | Команда | Турнір           | Ігри | Сети | Очки | Ср. | Примітки |
| ---- | ------- | ---------------- | ---- | ---- | ---- | --- | -------- |
| 2015 | Сербія  | Європейські ігри | 8    | 30   | 77   | ,   |          |
|      | Сербія  | Світове гран-прі | 9    | 33   | 106  | ,   |          |

## Клуби
- «Црвена Звезда» Белград[en] (2005—2009)
- «Волеро» Цюрих[fr] (2009—2010)
- «Железничар» Лайковаць (2013—2014)
- «Спартак» Суботиця (2014—2015)
- «Об'єттіво Рісарчіменто» Віллаверла (2015—2016)
- КСМ «Тарговіште» (2015—2016)
- СК «Потсдам» (2016—2018)
- «Коколайф Ассет Менеджерс» (2018)
- СК «Потсдам» (2018—2019)
- «Єнісей» Красноярськ (2019—2020)
- «Бекешчаба» (2020—2023)
- СК «Прометей» (2023—2024)
- ПАОК Салоніки (з 2024)[25]

## Досягнення
У збірній
- Бронзова призерка Європейських ігор (1): 2015
- Срібна призерка молодіжного чемпіонату світу (1): 2005
- Срібна призерка всесвітньої студенської Універсіади (1): 2007

У клубах
- Бронзова призерка Кубка ЄКВ (1): 2008
- Срібна призерка чемпіонату Сербії (3): 2008, 2009, 2015
- Бронзова призерка чемпіонату Сербії (1): 2007
- Чемпіонка Швейцарії (1): 2010
- Переможниця кубка Швейцарії (1): 2010
- Переможниця кубка Румунії (1): 2016
- Срібна призерка чемпіонату Угорщини (3): 2021, 2022, 2023
- Срібна призерка кубка Угорщини (1): 2021, 2023
- Бронзова призерка кубка Угорщини (1): 2022
- Чемпіонка України (1): 2024
- Переможниця Кубка України (1): 2024